# Campionato bielorusso di calcio
Il campionato bielorusso di calcio Чэмпіянат Беларусі па футболе ha come primo livello la Vyšėjšaja Liha (in bielorusso Вышэйшая ліга?).
Questa è formata da sedici squadre che si affrontano in un girone all'italiana due volte, per un totale di trenta partite. Al termine l'ultima è retrocessa in Peršaja Liha, il secondo livello nazionale, mentre la penultima della Vyšėjšaja Liha affronta la seconda della Peršaja Liha.
La squadra più titolata del massimo campionato è il BATĖ Borisov.
La vincitrice del campionato si qualifica per il secondo turno preliminare di Champions League, mentre la seconda classificata partecipa, insieme alla vincitrice della coppa nazionale, al secondo turno preliminare della UEFA Europa League. Alla medesima manifestazione partecipa anche la terza classificata della Vyšėjšaja Liha, che però accede al primo turno preliminare.

## Attuale sistema
Ai primi tre livelli troviamo:
| Livelli | Divisioni                              | Divisioni                              | Divisioni                              | Divisioni                              | Divisioni                              | Divisioni                              | Divisioni                              | Divisioni                              | Divisioni                              | Divisioni                              | Divisioni                              | Divisioni                              | Divisioni                              | Divisioni                              | Divisioni                              | Divisioni                              | Divisioni                              | Divisioni                              | Divisioni                              | Divisioni                              | Divisioni                              | Divisioni                              |
| ------- | -------------------------------------- | -------------------------------------- | -------------------------------------- | -------------------------------------- | -------------------------------------- | -------------------------------------- | -------------------------------------- | -------------------------------------- | -------------------------------------- | -------------------------------------- | -------------------------------------- | -------------------------------------- | -------------------------------------- | -------------------------------------- | -------------------------------------- | -------------------------------------- | -------------------------------------- | -------------------------------------- | -------------------------------------- | -------------------------------------- | -------------------------------------- | -------------------------------------- |
| 1       | Vyšėjšaja Liha 16 club 2 retrocessioni | Vyšėjšaja Liha 16 club 2 retrocessioni | Vyšėjšaja Liha 16 club 2 retrocessioni | Vyšėjšaja Liha 16 club 2 retrocessioni | Vyšėjšaja Liha 16 club 2 retrocessioni | Vyšėjšaja Liha 16 club 2 retrocessioni | Vyšėjšaja Liha 16 club 2 retrocessioni | Vyšėjšaja Liha 16 club 2 retrocessioni | Vyšėjšaja Liha 16 club 2 retrocessioni | Vyšėjšaja Liha 16 club 2 retrocessioni | Vyšėjšaja Liha 16 club 2 retrocessioni | Vyšėjšaja Liha 16 club 2 retrocessioni | Vyšėjšaja Liha 16 club 2 retrocessioni | Vyšėjšaja Liha 16 club 2 retrocessioni | Vyšėjšaja Liha 16 club 2 retrocessioni | Vyšėjšaja Liha 16 club 2 retrocessioni | Vyšėjšaja Liha 16 club 2 retrocessioni | Vyšėjšaja Liha 16 club 2 retrocessioni | Vyšėjšaja Liha 16 club 2 retrocessioni | Vyšėjšaja Liha 16 club 2 retrocessioni | Vyšėjšaja Liha 16 club 2 retrocessioni | Vyšėjšaja Liha 16 club 2 retrocessioni |
| 2       | Peršaja Liha 13 club 2 promozioni      | Peršaja Liha 13 club 2 promozioni      | Peršaja Liha 13 club 2 promozioni      | Peršaja Liha 13 club 2 promozioni      | Peršaja Liha 13 club 2 promozioni      | Peršaja Liha 13 club 2 promozioni      | Peršaja Liha 13 club 2 promozioni      | Peršaja Liha 13 club 2 promozioni      | Peršaja Liha 13 club 2 promozioni      | Peršaja Liha 13 club 2 promozioni      | Peršaja Liha 13 club 2 promozioni      | Peršaja Liha 13 club 2 promozioni      | Peršaja Liha 13 club 2 promozioni      | Peršaja Liha 13 club 2 promozioni      | Peršaja Liha 13 club 2 promozioni      | Peršaja Liha 13 club 2 promozioni      | Peršaja Liha 13 club 2 promozioni      | Peršaja Liha 13 club 2 promozioni      | Peršaja Liha 13 club 2 promozioni      | Peršaja Liha 13 club 2 promozioni      | Peršaja Liha 13 club 2 promozioni      | Peršaja Liha 13 club 2 promozioni      |
| 3       | Druhaja liha 77 club 2 promozioni      | Druhaja liha 77 club 2 promozioni      | Druhaja liha 77 club 2 promozioni      | Druhaja liha 77 club 2 promozioni      | Druhaja liha 77 club 2 promozioni      | Druhaja liha 77 club 2 promozioni      | Druhaja liha 77 club 2 promozioni      | Druhaja liha 77 club 2 promozioni      | Druhaja liha 77 club 2 promozioni      | Druhaja liha 77 club 2 promozioni      | Druhaja liha 77 club 2 promozioni      | Druhaja liha 77 club 2 promozioni      | Druhaja liha 77 club 2 promozioni      | Druhaja liha 77 club 2 promozioni      | Druhaja liha 77 club 2 promozioni      | Druhaja liha 77 club 2 promozioni      | Druhaja liha 77 club 2 promozioni      | Druhaja liha 77 club 2 promozioni      | Druhaja liha 77 club 2 promozioni      | Druhaja liha 77 club 2 promozioni      | Druhaja liha 77 club 2 promozioni      | Druhaja liha 77 club 2 promozioni      |